# Мезиуд, Амина
Амина Мезиуд (фр. Amina Mezioud; род. в 1988 году) — алжирская шахматистка, международный мастер среди женщин (2005).

## Биография
В 2005 году победила на зональном женском шахматном турнире Африки и получила за этот успех звание международного мастера среди женщин. В 2006 году победила на женском чемпионате Арабских стран по шахматам. В 2015 году была второй  на женском чемпионате Африки по шахматам (победила Мона Халед). В 2015 году вместе с Сабриной Латреш поделила первое место на зональном женском шахматном турнире Африки и получила право участвовать в женском чемпионате мира по шахматам.
Участвовала в женских чемпионатах мира по шахматам:
- В 2006 году в Екатеринбурге в первом туре проиграла Антоанете Стефановой[5];
- В 2010 году в Антакье в первом туре проиграла Александре Костенюк[6];
- В 2012 году в Ханты-Мансийске в первом туре проиграла Анне Музычук[7];
- В 2015 году в Сочи в первом туре проиграла Анне Музычук[8];
- В 2017 году в Тегеране в первом туре проиграла Анне Музычук[9].

Представляла Алжир на четырех шахматных олимпиадах (2002, 2008, 2014—2016). В женском командном турнире по шахматам Африканских игр участвовала три раза (2003—2011). В командном зачете завоевала две золотые (2003, 2007) и серебряную (2011) медали. В индивидуальном зачете завоевала две золотые (2003, 2007) и серебряную (2011) медали. В женском командном турнире по шахматам Панарабских игр участвовала два раза (2007—2011). В командном зачете завоевала золотую (2011) медаль. В индивидуальном зачете завоевала золотую (2011) медаль.